# Haplogomphodesmus pavani
Haplogomphodesmus pavani är en mångfotingart som beskrevs av Demange 1965. Haplogomphodesmus pavani ingår i släktet Haplogomphodesmus och familjen Gomphodesmidae. Inga underarter finns listade i Catalogue of Life.